# Soupe de sang
La soupe de sang est une soupe où le sang est l'ingrédient principal. Quelques exemples de soupes :

## Soupes de sang
- Soupe de poulet et de sang de canard, soupe de sang populaire à Shanghai
- Chornaja Poliwka, soupe biélorusse à base de sang de canard, d'oie ou de porc
- Czernina, ou soupe de sang de canard, soupe polonaise de sang de canard, d'oie et de porc[1]
- Dinuguan, soupe des Philippines à base de sang de porc et de boudin
- Soupe de vermicelles et de sang de canard, soupe traditionnel de Nankin
- Fritada, soupe à base de sang de chèvre de Monterrey, au Mexique
- Juka, soupe de sang lituanienne de la région de Dzūkija
- Mykyrokka, soupe traditionnelle de Finlande
- Soupe d'organes de porc, soupe de Malaisie et Singapour contenant du sang de porc en cubes.
- Prdelačka, soupe de sang de porc traditionnelle tchèque fait durant la « tue-cochon[2]. »
- Saksang, soupe épicée Batak d'Indonésie à base de porc ou de chien cuit dans leur sang, avec du lait de coco et des épices
- Schwarzsauer, soupe de sang allemande à base de nombreuses épices cuites dans une eau vinaigrée et d'un pudding noir à base de vinaigre.
- Seonjiguk, soupe coréenne à base d'épaisses tranches de sang de bœuf congelé et de légumes dans un bouillon de bœuf, consommé comme remède de gueule de bois
- Svartsoppa, soupe consommée en Scanie avec du sang d'oie (ou parfois de porc) comme ingrédient principal.
- Tiết canh, soupe vietnamienne de sang de canard
- Yaguarlocro, spécialité d’Équateur